# Сибирское (Нововаршавский район)
Сибирское — посёлок в Нововаршавском районе Омской области России. Входит в состав Новороссийского сельского поселения. Население 185 чел. (2010) .

## История
В соответствии с Законом Омской области от 30 июля 2004 года № 548-ОЗ «О границах и статусе муниципальных образований Омской области» Сибирское вошло в состав образованного муниципального образования «Новороссийское сельское поселение».

## География
Сибирское находится в юго-восточной части региона, в пределах Ишимской равнины, являющейся частью Западно-Сибирской равнины, у р. Старый Иртыш.
Уличная сеть состоит из четырёх географических объектов:
ул. Береговая, ул. Весна, ул. Центральная и ул. Школьная

## Население
| 2010 |
| ---- |
| 185  |

Гендерный состав
По данным Всероссийской переписи населения 2010 года в гендерной структуре населения из 185 человек мужчин — 85, женщин — 100 (45,9 и	54,1 % соответственно).
Национальный состав
Согласно результатам переписи 2002 года, в национальной структуре населения русские составляли 55 %, казахи	28 % от общей численности населения в 215 чел..

## Инфраструктура
фельдшерско-акушерский пункт (структурное подразделение Нововаршавской ЦРБ), ул. Центральная, д.5

## Транспорт
Просёлочные дороги.